# Arnimswalde (Naturschutzgebiet)
Das Naturschutzgebiet Arnimswalde liegt auf dem Gebiet des Landkreises Uckermark in Brandenburg.
Das 1406,88 ha große Naturschutzgebiet, das mit Verordnung vom 12. September 1990 unter Naturschutz gestellt wurde, erstreckt sich zwischen Böckenberg, einem Ortsteil der Gemeinde Gerswalde, im Nordosten und Götschendorf, einem Ortsteil der Gemeinde Milmersdorf, im Südwesten. Diese Seen und Feuchtgebiete liegen in dem Gebiet: Sabinensee, Großer Karutz, Kleiner Karutz und ein Teil des Klaren Sees.
Die Landesstraße L 241 führt am südlichen Rand des Gebietes vorbei.
Zu den Lebensraumtypen zählen:
- Oligo- bis mesotrophe kalkhaltige Gewässer mit benthischer Vegetation aus Armleuchteralgen,
- Natürliche eutrophe Seen mit einer Vegetation des Magnopotamions oder Hydrocharitions,
- Dystrophe Seen und Teiche,
- Magere Flachland-Mähwiesen (Alopecurus pratensis, Sanguisorba officinalis),
- Übergangs- und Schwingrasenmoore,
- Kalkreiche Niedermoore,
- Hainsimsen-Buchenwald (Luzulo-Fagetum),
- Waldmeister-Buchenwald (Asperulo-Fagetum),
- Subatlantischer oder mitteleuropäischer Stieleichenwald oder Hainbuchenwald (Carpinion betuli – Stellario-Carpinetum).
- Moorwälder
- Auen-Wälder mit Alnus glutinosa und Fraxinus excelsior (Alno-Padion, Alnion incanae, Salicion albae).

Arten von gemeinschaftlichem Interesse gemäß Anhang II der Richtlinie 92/43/EWG (§ 7 Absatz 2 Nummer 10 des Bundesnaturschutzgesetzes) sind:
- Großes Mausohr (Myotis myotis),
- Fischotter (Lutra lutra),
- Kammmolch (Triturus cristatus),
- Rotbauchunke (Bombina bombina),
- Große Moosjungfer (Leucorrhinia pectoralis),
- Bauchige Windelschnecke (Vertigo moulinsiana),
- Schmale Windelschnecke (Vertigo angustior).